# 海軍學院 (馬里蘭州)
海軍學院（英語：Naval Academy）是位於美國馬里蘭州安妮阿倫德爾縣的一個普查規定居民點。

## 人口
根據2020年美國人口普查的數據，海軍學院的面積為2.22平方千米，當中陸地面積為1.38平方千米，而水域面積為0.83平方千米。當地共有人口485人，而人口密度為每平方千米218.47人。